# Barward Tafelmaker

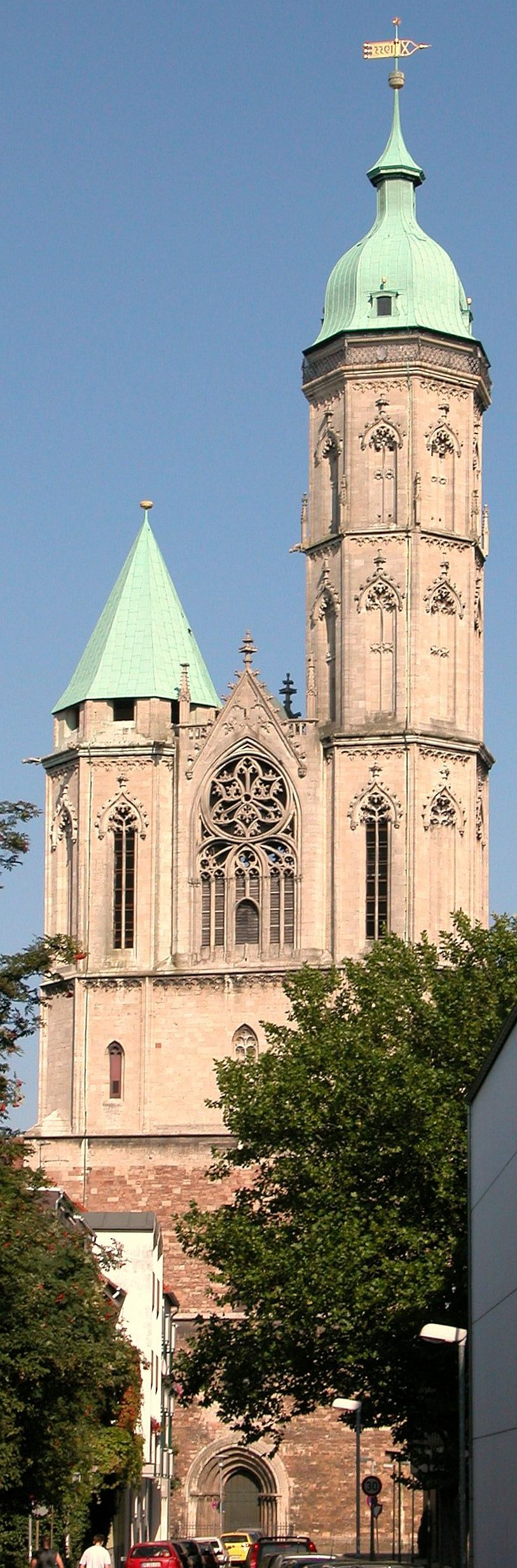
Die Andreaskirche von Westen (Südturm rechts)

Barward Tafelmaker, auch Barward Taffelmacker (* 1487 in Braunschweig; † 1565 ebenda), war ein deutscher Baumeister und Brauer.

## Leben und Werk
Der aus einer Braunschweiger Bierbrauerfamilie stammende Tafelmaker nahm an der Universität Erfurt ab 1503 Mathematik- und Geometrieunterricht. Er war danach unter anderem in Köln, Berlin und Leipzig tätig. In Hildesheim schuf er den 1540 datierten Marktbrunnen.

### Die Türme von St. Andreas
In den Jahren 1518 bis 1532 erbaute Tafelmaker die beiden spätgotischen Obergeschosse des Südturmes der Braunschweiger Andreaskirche. In seinem erhaltenen Bericht beschreibt er die Auswirkung der Reformation auf das Ende der Bauarbeiten im Jahr 1532: „Gerade als wir einen neuen Steinbruch auf dem Elme abgeräumt hatten, um auch den Nordturm zu bauen […] fing Dr. Luther an zu schreiben, dass die guten Werke nicht verdienstlich sondern sündlich wären. Nun wollte keiner mehr dazugeben, wir mussten den Bau stehen lassen […].“ Der Nordturm blieb somit unvollendet. Erst 1544 führte Tafelmaker die Arbeiten mit der Errichtung einer Zeltspitze auf dem nunmehr 122 m hohen Südturm fort. Dieser war damit einige Jahre der dritthöchste Turm Mitteleuropas, bis die Spitze durch einen Sturmschaden im Jahre 1551 abstürzte. Die Turmspitze wurde 1559 bei einer Gesamthöhe von nunmehr 108 m neu aufgebaut.
Tafelmakers Wohnhaus in Braunschweig befand sich unter dem Andreaskirchturm an der Ecke zur Weberstraße. Tafelmaker starb wohlhabend und angesehen im Jahre 1565. Nach ihm ist der Tafelmakerweg in Braunschweig benannt.

### Die Braunschweiger Wasserkünste

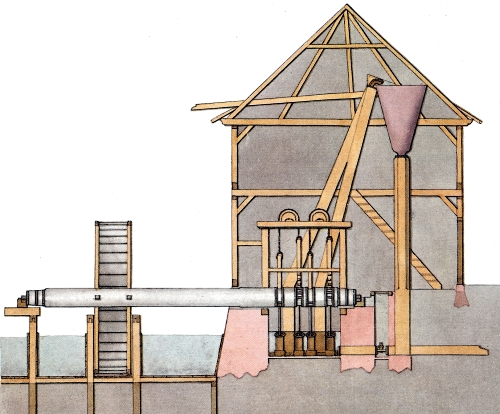
Die Wasserkunst am Ruhfäutchenplatz in einer Ansicht von 1761, erbaut 1527

In seiner Heimatstadt erbaute er fünf der insgesamt sieben Wasserkünste (Pumpwerke), die der städtischen Wasserversorgung, insbesondere der Brauereien, dienten.

„[…] Jedenfalls bestand diese so lange, bis der um die Stadt Braunschweig sich verdient gemachte Bürger und Brauer Barward Tafelmaker im Jahre 1527 seq. mit Anlegung der Künste, welche das Okerwasser durch Pumpwerke in die verschiedenen Stadttheile zur Benutzung der Bürger treiben, – diesem Übelstande ein Ende machten.“

Diese entstanden im Sack (1525), in der Neustadt (1529), im Hagen (1540) und in der Altstadt (1541 bis 1565) und führten Wasser durch hölzerne Röhren (Pipen) in die Keller der Häuser. Diese von sieben Pipenbruderschaften finanzierten Anlagen hatten bis in das 19. Jahrhundert Bestand.